# 富岡聡
富岡 聡（とみおか さとし、1972年8月2日 - ）は、日本のCGデザイナー・監督、有限会社カナバングラフィックス代表取締役。三重県出身。

## 概要
独特のシュールな世界観を持つCGアニメーション作品を得意とし、CMやPVを多数手がけている。CGアニメ「ウサビッチ」の監督・脚本・絵コンテを手掛けていた。

## 略歴
- 1997年、東京農工大学大学院修了後、株式会社ドリーム・ピクチャーズ・スタジオに3DCGデザイナーとして入社。背景やキャラクターのモデリングを担当していた。
- 1999年、フリーランスに転向。CGアニメーション作品の発表を行うようになる。個人制作の初のオリジナルアニメーション「SiNK」を発表、『SiNK』がテレビ朝日系列『D's Garage21』で取り上げられ注目を集める（好評であったため、同局の深夜から早朝に切り替わるまでの間（終夜放送枠）にも同作品や「コインランドリーXYZ」が採用され、ローテーションで放映されていた）。その後も魅力的なキャラクターデザインや斬新な色彩感覚を惜しみなく発揮した作品を発表。CG・メディア関連の賞を数多く受賞し、高い評価を受ける。
- 2002年、ゲームや遊技機などの分野にも進出、エンターテインメントコンテンツ向けの映像制作を開始。
- 2004年、有限会社カナバングラフィックスを設立、法人化する。以後、同社を拠点に活動。

## 主な作品
- だめじゃない2004 -富岡聡仕事集1999-2003- （作品集 DVD）
- いいじゃない2004 （ザ・テンパーズ） - ザ・テンパーズ（佐藤隆太、吉村由美のユニット）の楽曲のPV制作
- スノッビーズ
- ウサビッチ（MTVジャパン）
- バブルマン（サントリー）- CM
- SMAP×SMAP（フジテレビジョン） - アイキャッチCG
  - Smap Short Films『GAME SHINGO』
- 月刊IKKI（小学館）- 表紙デザイン
- イナズマデリバリー（スペースシャワーTV）
- ふしぎ駄菓子屋 銭天堂（東映アニメーション） - アニメ

他多数

## 受賞
- 「SiNK」マルチメディアグランプリ1999 - 「新しい才能」の部 銀の翼賞（優秀賞）
- 「DJ HASEBE」マルチメディアグランプリ2000 - エンターテインメント賞
- 「Justice Runners」文化庁メディア芸術祭（2002年度） - デジタルアート（ノンインタラクティブ）部門優秀賞
- 「ウサビッチ」
  - 文化庁メディア芸術祭（2006年度） - 短編アニメーション部門入選
  - オタワ国際アニメーションフェスティバル（2007年） - 成人向けTVアニメーション部門入選

他多数